# أوسينغيت
الأوسينغيت ( Ussingite ) عبارة عن معدن سيليكات صيغته Na2AlSi3O8(OH) .
وسمّي هذا المعدن نسبة إلى نيلز فيجو أسينج (1864-1911) ، كوبهاغن ، الدنمارك .